# La Voz Kids España (temporada 9)
La novena temporada de La Voz Kids es va estrenar el 13 d'abril de 2024 a Antena 3. Aquesta temporada, David Bisbal i Rosario Flores van repetir els seus papers com a entrenadors de la temporada anterior. Melendi va tornar com a entrenador per a la seva quarta temporada després d'una absència de dues temporades, en substitució de Sebastián Yatra. La debutant Lola Índigo es va incorporar com a entrenador aquesta temporada, en substitució d'Aitana.
Eva González i Juanra Bonet van romandre com a presentadores del programa.

## Equips
- Guanyador
- Segon lloc
- Tercer lloc
- Quart lloc
- Eliminat a la final
- Eliminat a la Semi-final
- Eliminat en els Knockouts
- Robat a les batalles
- Eliminat a les batalles

| Coaches                                                                                   | Top 60 Artists    | Top 60 Artists    | Top 60 Artists      | Top 60 Artists      | Top 60 Artists       | Top 60 Artists |
| ----------------------------------------------------------------------------------------- | ----------------- | ----------------- | ------------------- | ------------------- | -------------------- | -------------- |
| David Bisbal                                                                              |                   |                   |                     |                     |                      |                |
| Rock Band                                                                                 | Iker Álvarez      | Alira Moya        | Luis Mosteo         | Dayana Riverón      | Inés Pereira         |                |
| Esther Benito                                                                             | Alexia Lucha      | Iker González     | Paula Serrano       | Julia Atucha        | Juan Alonso          |                |
| Colin Doljescu                                                                            | Claudia Blanco    | Iván Ruiz         | Arón Góngora        | TBA en Batalles     | TBA en Batalles      |                |
| Lola Índigo                                                                               |                   |                   |                     |                     |                      |                |
| Cristina Falcón                                                                           | Astrid Verweij    | Luis Rodríguez    | Carmen Cuevas       | Eugenia Garrido     | Gisela Delgado       |                |
| Ainara Romero                                                                             | Taina Gravier     | Rafael Mateo      | Alicia Scutelnicu   | Carmen Holden       | Kyra Godínez         |                |
| Sergio Plaza                                                                              | Henar Gregori     | Nuria Peter       | Mario Márquez       | TBA en Batalles     | TBA en Batalles      |                |
| Rosario Flores                                                                            |                   |                   |                     |                     |                      |                |
| Juan José Almagro                                                                         | Aitana Velásquez  | Rafael Amador     | Daniel Grebenyuk    | Vega Cano           | Juan Francisco Morán |                |
| Sergio Menchón                                                                            | Isabella Rivillas | Alejandro Velasco | María López         | Ivet Costa          | Celia Puntas         |                |
| Oriana Segura                                                                             | Amy Belén         | María Moreno      | Estefanía Fernández | TBA en Batalles     | TBA en Batalles      |                |
| Melendi                                                                                   |                   |                   |                     |                     |                      |                |
| Vera Lukash                                                                               | Triana Pampliega  | Nadia González    | Alonso Jiménez      | Galileo Diges       | Samantha Bracho      |                |
| Marc Moya                                                                                 | Natalia Ruiz      | Amor López        | Curro Alcina        | José David Martínez | Aisha Alemán         |                |
| Martina Fernández                                                                         | Lucas Santiago    | Lucía Campos      | Paula Desco         | TBA en Batalles     | TBA en Batalles      |                |
| Nota: els noms "en cursiva" són concursants robats (noms tapats en els equips anteriors). |                   |                   |                     |                     |                      |                |

## Entrenadors i amfitrions
En aquesta temporada, dos dels quatre entrenadors de la temporada anterior van quedar com a entrenadors. David Bisbal i Rosario Flores van tornar tots dos per a la seva vuitena temporada com a entrenadors. Melendi va tornar després d'una absència de dues temporades, i Lola Índigo va debutar com a nova entrenadora.
Eva González i Juanra Bonet van continuar organitzant el programa.

## Audicions a cegues
Com la temporada passada, cada entrenador té tres bloqueigs. Quan un entrenador prem el botó de bloqueig durant una actuació, la cadira de l'entrenador bloquejat no es gira. La novetat d'aquesta temporada és el superbloqueig, que es va crear a la dotzena temporada de The Voice de França. El superbloqueig s'utilitza un cop finalitzada l'actuació i els entrenadors estan tractant de convèncer l'artista. La cadira de l'entrenador superblocada es gira cap al públic. Cada entrenador té 2 superbloqueigs cadascun. Es poden bloquejar dos entrenadors en una mateixa audició quan coincideixin bloquigs i/o superbloqueigs dels altres dos entrenadors.

### Episodi 1 (13 d'abril)
| Ordre | Artista           | Cançó                     | Opcions de l'entrenador i de l'artista | Opcions de l'entrenador i de l'artista | Opcions de l'entrenador i de l'artista | Opcions de l'entrenador i de l'artista |
| Ordre | Artista           | Cançó                     | David                                  | Lola                                   | Rosario                                | Melendi                                |
| ----- | ----------------- | ------------------------- | -------------------------------------- | -------------------------------------- | -------------------------------------- | -------------------------------------- |
| 1     | Rock Band         | "Feeling Good"            | ✔                                      | ✔                                      | ✔                                      | ✔                                      |
| 2     | Vera Lukash       | "Je t'aime"               | ✘                                      | –                                      | ✔                                      | ✔                                      |
| 3     | Cristina Falcón   | "La última"               | –                                      | ✔                                      | ✔                                      | –                                      |
| 4     | Rocío Castellano  | "Hay algo especial en ti" | –                                      | –                                      | –                                      | –                                      |
| 5     | Juan José Almagro | "Limosna de amores"       | ✔                                      | –                                      | ✔                                      | –                                      |
| 6     | Iker Álvarez      | "Sweet Child o' Mine"     | ✔                                      | ✔                                      | ✔                                      | ✘                                      |
| 7     | Valeria Ribada    | "Qué hay más allá"        | –                                      | –                                      | –                                      | –                                      |
| 8     | Astrid Verweij    | "Se me olvidó otra vez"   | –                                      | ✔                                      | ✔                                      | ✔                                      |
| 9     | Triana Pampliega  | "Cómo mirarte"            | –                                      | –                                      | –                                      | ✔                                      |
| 10    | Aitana Velásquez  | "Somewhere Only We Know"  | ✔                                      | ✘                                      | ✔                                      | ✘                                      |
| 11    | Rafael Amador     | "Nana del caballo grande" | ✔                                      | ✔                                      | ✔                                      | ✔                                      |
| 12    | Nadia González    | "Summertime"              | ✘                                      | ✔                                      | ✔                                      | ✔                                      |
| 13    | Maxence Delafosse | "Destin"                  | –                                      | –                                      | –                                      | –                                      |
| 14    | Luis Rodríguez    | "Libertad"                | –                                      | ✔                                      | –                                      | –                                      |

### Episodi 2 (20 d'abril)
| Ordre | Artista              | Cançó                  | Opcions de l'entrenador i de l'artista | Opcions de l'entrenador i de l'artista | Opcions de l'entrenador i de l'artista | Opcions de l'entrenador i de l'artista |
| Ordre | Artista              | Cançó                  | David                                  | Lola                                   | Rosario                                | Melendi                                |
| ----- | -------------------- | ---------------------- | -------------------------------------- | -------------------------------------- | -------------------------------------- | -------------------------------------- |
| 1     | Alira Moya           | "Don't Stop Believin'" | ✔                                      | ✔                                      | –                                      | ✔                                      |
| 2     | Luis Mosteo          | "O mio babbino caro"   | ✔                                      | ✔                                      | ✔                                      | ✘                                      |
| 3     | Carmen Cuevas        | "Tu falta de querer"   | ✔                                      | ✔                                      | ✔                                      | ✔                                      |
| 4     | Daniel Grebenyuk     | "Still Loving You"     | –                                      | ✔                                      | ✔                                      | –                                      |
| 5     | Alonso Jiménez       | "Your Song"            | –                                      | –                                      | ✔                                      | ✔                                      |
| 6     | Ana Morezuelas       | "Sargento de hierro"   | –                                      | –                                      | –                                      | –                                      |
| 7     | Eugenia Garrido      | "One Night Only"       | ✘                                      | ✔                                      | ✔                                      | ✔                                      |
| 8     | Vega Cano            | "Esa cobardía"         | –                                      | –                                      | ✔                                      | –                                      |
| 9     | Dayana Riverón       | "Te esperaba"          | ✔                                      | –                                      | –                                      | ✔                                      |
| 10    | Pol Romero           | "Perfect"              | –                                      | –                                      | –                                      | –                                      |
| 11    | Gisela Delgado       | "Quédate conmigo"      | –                                      | ✔                                      | ✔                                      | –                                      |
| 12    | Juan Francisco Morán | "Cai"                  | ✘                                      | ✔                                      | ✔                                      | ✔                                      |
| 13    | Rocío Heredia        | "No te pude retener"   | –                                      | –                                      | –                                      | –                                      |
| 14    | Galileo Diges        | "Another Love"         | –                                      | –                                      | –                                      | ✔                                      |

### Episodi 3 (27 d'abril)
| Ordre | Artista                  | Cançó                        | Opcions de l'entrenador i de l'artista | Opcions de l'entrenador i de l'artista | Opcions de l'entrenador i de l'artista | Opcions de l'entrenador i de l'artista |
| Ordre | Artista                  | Cançó                        | David                                  | Lola                                   | Rosario                                | Melendi                                |
| ----- | ------------------------ | ---------------------------- | -------------------------------------- | -------------------------------------- | -------------------------------------- | -------------------------------------- |
| 1     | Sergio Menchón           | "Caruso"                     | –                                      | –                                      | ✔                                      | ✔                                      |
| 2     | Inés Pereira             | "If I Ain't Got You"         | ✔                                      | ✔                                      | ✔                                      | ✔                                      |
| 3     | Cesc Buil                | "Cuando sea mayor"           | –                                      | –                                      | –                                      | –                                      |
| 4     | Samantha Bracho          | "I Put a Spell on You"       | –                                      | –                                      | ✔                                      | ✔                                      |
| 5     | Ainara Romero            | "La Llorona"                 | ✔                                      | ✔                                      | ✔                                      | ✔                                      |
| 6     | Isabella Rivillas        | "Soy rebelde"                | –                                      | –                                      | ✔                                      | –                                      |
| 7     | Esther Benito            | "Miedo"                      | ✔                                      | ✔                                      | –                                      | –                                      |
| 8     | Lucía & Carolina Piñeiro | "3 hojitas madre"            | –                                      | –                                      | –                                      | –                                      |
| 9     | Taina Gravier            | "Vivir así es morir de amor" | –                                      | ✔                                      | –                                      | –                                      |
| 10    | Marc Moya                | "Love in the Dark"           | –                                      | –                                      | ✘                                      | ✔                                      |
| 11    | Alexia Lucha             | "Stay"                       | ✔                                      | ✔                                      | ✔                                      | ✔                                      |
| 12    | Rafael Mateo             | "Catalina"                   | ✘                                      | ✔                                      | ✔                                      | –                                      |
| 13    | Alma Canu                | "Parte de él"                | –                                      | –                                      | –                                      | –                                      |
| 14    | Natalia Ruiz             | "Leave the Door Open"        | ✔                                      | –                                      | ✔                                      | ✔                                      |

### Episodi 4 (4 de maig)
| Ordre | Artista             | Cançó                         | Opcions de l'entrenador i de l'artista | Opcions de l'entrenador i de l'artista | Opcions de l'entrenador i de l'artista | Opcions de l'entrenador i de l'artista |
| Ordre | Artista             | Cançó                         | David                                  | Lola                                   | Rosario                                | Melendi                                |
| ----- | ------------------- | ----------------------------- | -------------------------------------- | -------------------------------------- | -------------------------------------- | -------------------------------------- |
| 1     | Iker González       | "Con la miel en los labios"   | ✔                                      | ✔                                      | ✔                                      | ✔                                      |
| 2     | Amor López          | "Me cuesta tanto ovidarte"    | –                                      | –                                      | –                                      | ✔                                      |
| 3     | Paula Serrano       | "Never Enough"                | ✔                                      | ✔                                      | ✔                                      | –                                      |
| 4     | Alicia Scutelnicu   | "Happier"                     | –                                      | ✔                                      | –                                      | –                                      |
| 5     | Daniela González    | "La gata bajo la lluvia"      | –                                      | –                                      | –                                      | –                                      |
| 6     | Alejandro Velasco   | "She Used to Be Mine"         | –                                      | –                                      | ✔                                      | –                                      |
| 7     | Julia Atucha        | "On My Own"                   | ✔                                      | –                                      | ✔                                      | –                                      |
| 8     | Curro Alcina        | "Nana triste"                 | –                                      | –                                      | –                                      | ✔                                      |
| 9     | Cesc Buil           | "Vas a quedarte"              | –                                      | –                                      | –                                      | –                                      |
| 10    | María López         | "Hopelessly Devoted to You"   | –                                      | ✔                                      | ✔                                      | –                                      |
| 11    | José David Martínez | "Hijo de la Luna"             | –                                      | –                                      | –                                      | ✔                                      |
| 12    | Carmen Holden       | "Always Remember Us This Way" | –                                      | ✔                                      | –                                      | –                                      |
| 13    | Raúl Murillo        | "Someone like You"            | –                                      | –                                      | –                                      | –                                      |
| 14    | Ivet Costa          | "Mañana"                      | –                                      | –                                      | ✔                                      | –                                      |

### Episodi 5 (18 de maig)
| Ordre | Artista           | Cançó                 | Opcions de l'entrenador i de l'artista | Opcions de l'entrenador i de l'artista | Opcions de l'entrenador i de l'artista | Opcions de l'entrenador i de l'artista |
| Ordre | Artista           | Cançó                 | David                                  | Lola                                   | Rosario                                | Melendi                                |
| ----- | ----------------- | --------------------- | -------------------------------------- | -------------------------------------- | -------------------------------------- | -------------------------------------- |
| 1     | Juan Alonso       | "Amor de San Juan"    | ✔                                      | ✔                                      | ✔                                      | ✔                                      |
| 2     | Aisha Alemán      | "All I Want"          | –                                      | –                                      | ✔                                      | ✔                                      |
| 3     | Celia Puntas      | "Ángel caído"         | –                                      | ✔                                      | ✔                                      | –                                      |
| 4     | Oliver Catalá     | "Traitor"             | –                                      | –                                      | –                                      | –                                      |
| 5     | Martina Fernández | "Procuro olvidarte"   | –                                      | –                                      | –                                      | ✔                                      |
| 6     | Colin Doljescu    | "It Had to Be You"    | ✔                                      | –                                      | –                                      | –                                      |
| 7     | Kyra Godínez      | "Havana"              | –                                      | ✔                                      | –                                      | –                                      |
| 8     | Claudia Blanco    | "I See Red"           | ✔                                      | –                                      | –                                      | ✔                                      |
| 9     | Helena Almenar    | "Smile"               | –                                      | –                                      | –                                      | –                                      |
| 10    | Oriana Segura     | "I'd Rather Go Blind" | –                                      | –                                      | ✔                                      | –                                      |
| 11    | Sergio Plaza      | "Mujer Contra Mujer"  | –                                      | ✔                                      | ✔                                      | –                                      |
| 12    | Dana Belén        | "Dernière danse"      | –                                      | –                                      | –                                      | –                                      |
| 13    | Amy Belén         | "Vuelvo a verte"      | –                                      | –                                      | ✔                                      | ✔                                      |

### Episodi 6 (25 de maig)
| Ordre | Artista             | Cançó                           | Opcions de l'entrenador i de l'artista | Opcions de l'entrenador i de l'artista | Opcions de l'entrenador i de l'artista | Opcions de l'entrenador i de l'artista |
| Ordre | Artista             | Cançó                           | David                                  | Lola                                   | Rosario                                | Melendi                                |
| ----- | ------------------- | ------------------------------- | -------------------------------------- | -------------------------------------- | -------------------------------------- | -------------------------------------- |
| 1     | Iván Ruiz           | "Te quiero niña"                | ✔                                      | ✔                                      | ✘                                      | –                                      |
| 2     | Henar Gregori       | "All I Ask"                     | –                                      | ✔                                      | ✔                                      | –                                      |
| 3     | Lara Melero         | "Wind of Change"                | –                                      | –                                      | –                                      | –                                      |
| 4     | Lucas Santiago      | "Halo"                          | –                                      | –                                      | –                                      | ✔                                      |
| 5     | María Moreno        | "¡Ay pena, penita pena!"        | –                                      | –                                      | ✔                                      | –                                      |
| 6     | Nuria Peter         | "Back to Black"                 | –                                      | ✔                                      | –                                      | –                                      |
| 7     | Rocío Quevedo       | "Contigo"                       | –                                      | –                                      | –                                      | –                                      |
| 8     | Arón Góngora        | "La gloria de Deus"             | ✔                                      | –                                      | ✔                                      | ✔                                      |
| 9     | Lucía Campos        | "Vas a quedarte"                | Equip Complet                          | –                                      | –                                      | ✔                                      |
| 10    | Estefanía Fernández | "Dernière danse"                | Equip Complet                          | ✘                                      | ✔                                      | ✔                                      |
| 11    | Claudia Pina        | "Another Love"                  | Equip Complet                          | –                                      | Equip Complet                          | –                                      |
| 12    | Mario Márquez       | "Solamente tú"                  | Equip Complet                          | ✔                                      | Equip Complet                          | –                                      |
| 13    | Kidest Borlaf       | "What's Love Got to Do with It" | Equip Complet                          | Equip Complet                          | Equip Complet                          | –                                      |
| 14    | Paula Desco         | "If Only"                       | Equip Complet                          | Equip Complet                          | Equip Complet                          | ✔                                      |

## Batalles
Les batalles van començar l'1 de juny de 2024. Els entrenadors poden robar dos artistes perdedors d'altres entrenadors. A més, els assessors dels entrenadors els ajuden a decidir qui passarà a la següent ronda; Álvaro Soler pel Team David, Judeline pel Team Lola, El Kanka pel Team Rosario i Mau & Ricky pel Team Melendi. Els concursants que van guanyar la seva batalla o van ser robats per un altre entrenador van avançar en les eliminatòries.